# Hootie & the Blowfish
Hootie & the Blowfish är ett amerikanskt rockband som nådde sin största framgångar under 1990-talet. Bandet bildades 1986 i Columbia, South Carolina av Darius Rucker, Dean Felber, Jim Sonefeld och Mark Bryan, vilka då läste sitt första år på University of South Carolina. 2018 aviserade bandet planerna på en återföreningsturné och den 1 november 2019 släppte bandet sitt första album på fjorton år, Imperfect Circle.
Gruppens debutalbum Cracked Rear View gavs ut 1994 på Atlantic Records och blev en enorm hit. Det blev etta på Billboard 200 och var 1995 det mest sålda albumet i USA, där det totalt har sålt i över 16 miljoner exemplar. På 1996 års Grammygala vann bandet priset för bästa nya artist. Samma år gavs deras andra album, Fairweather Johnson, ut. Även detta toppade Billboard 200 men sålde sämre än debuten.
Gruppen gav ut ytterligare tre studioalbum, Musical Chairs, Hootie & the Blowfish och Looking for Lucky, samt b-sidesamlingen Scattered, Smothered and Covered och livealbumet Live in Charleston. I augusti 2008 meddelades gruppens splittring, med anledning av att frontmannen Darius Rucker satsade på en solokarriär.
Bandet samlades ibland under sina decennier långa uppehåll för att spela live-show, vanligtvis för välgörenhet, men de meddelade inga framtida album eller turnéer fram till december 2018 då bandet återförenades.
Den 3 december 2018 annonserade bandet en "Group Therapy Tour" med Barenaked Ladies 2019. De tecknade också ett nytt skivavtal med Universal Music Group Nashville. Deras sjätte studioalbum Imperfect Circle släpptes 1 november 2019.

## Medlemmar
Nuvarande medlemmar
- Darius Rucker – sång, rytmgitarr (1986– )
- Mark Bryan – sologitarr, bakgrundssång, piano (1986– )
- Dean Felber – basgitarr, bakgrundssång, piano (1986– )
- Jim Sonefeld – trummor, slagverk, bakgrundssång, rytmgitarr (1989– )

Turnerande medlemmar
- Gary Greene – slagverk, trummor, rytmgitarr, piano, banjo (1995–2000; 2001– )
- Peter Holsapple – keyboard, mandolin, gitarr, steelgitarr, bakgrundssång (1995–1998; 2003– )
- Philip "Fish" Fisher – slagverk, trummor (2000–2001)
- John Nau – keyboard, mandolin, rytmgitarr, munspel (1994–1998) (studiomusiker), (1998–2003) (studiomusiker & turnerande medlem)

Tidigare medlemmar
- Brantley Smith – trummor (1986–1989)

## Diskografi
Studioalbum
- 1994 – Cracked Rear View
- 1996 – Fairweather Johnson
- 1998 – Musical Chairs
- 2003 – Hootie & the Blowfish
- 2005 – Looking for Lucky
- 2019 – Imperfect Circle

Livealbum
- 2006 – Live in Charleston

Samlingsalbum
- 2000 – Scattered, Smothered and Covered
- 2004 – The Best of Hootie & the Blowfish: 1993-2003

Singlar
- 1994 – "Hold My Hand" (US #10, US Main #4, US AC #6)
- 1994 – "Let Her Cry" (US #9, US Main #9, US AC #7)
- 1995 – "Only Wanna Be with You" (US #6, US Main, US AC #2, US Adult #3)
- 1995 – "Time" (US #14, US Main #26, US AC #4, US Adult #1)
- 1995 – "Drowning" (US Main #21)
- 1996 – "Old Man & Me (When I Get To Heaven)" (US #13, US Main #6, US AC #18, US Adult #4)
- 1996 – "Tucker's Town" (US #38, US Main #29, US AC #24, US Adult #12)
- 1996 – "Sad Caper" (US Adult #26	)
- 1998 – "I Will Wait" (US AC #28, US Adult #3)
- 1999 – "Only Lonely" (US AC #29, US Adult #25)
- 2003 – "Innocence" (US AC #25, US Adult #24)
- 2003 – "Goodbye Girl" (US AC #24)
- 2005 – "One Love" (US AC #5, US Adult #20)
- 2006 – "Get Out of My Mind" (US AC #17, US Adult #17)
- 2010 – "Hold On"